# Aïn Benian (Aïn Defla)
Ne doit pas être confondu avec Aïn Benian (Alger).
Aïn Benian (anciennement Vesoul-Bénian lors de l’époque de l'Algérie française) est une commune de la wilaya d'Aïn Defla en Algérie à 75 kilomètres au sud-ouest d'Alger.

## Géographie
Aïn Benian est localisé au nord de l'Algérie.

## Histoire

### Histoire de Vesoul-Bénian
Alors que Louis-Philippe Ier a doute de l'avenir des territoires conquis par la prise d'Alger en 1830, la Deuxième République française désire coloniser l'Algérie. Pour ce faire, ses députés, en septembre 1848, votent la somme de 50 millions de francs au Ministère de la Guerre. Dans les mois qui suivent, des colonies sont donc créées, au nombre de quarante-deux pour la fin de l'année 1848, puis douze en 1849. Très vite, celles-ci voient l'arrivée d'ouvriers et d'artisans, au chômage depuis la disparition des Ateliers nationaux. Peu après, la « transportation » (conséquence du Coup d'État du 2 décembre 1851) y chasse de la métropole quelques députés et plus de 1 500 agitateurs ou opposants originaires de l'Hérault.
Classée sous commandement militaire par le maréchal Jacques Louis Randon, le projet de colonie en Algérie motive le préfet de la Haute-Saône, Hippolyte Dieu qui donne son accord à l'émigration d'habitants de Haute-Saône en Algérie.
En 1853, la ville est nommée Vesoul-Bénian, en l'honneur de la cinquantaine de familles de petits propriétaires cultivateurs, originaires de tout le département de la Haute-Saône (dont le chef-lieu est Vesoul), venus s'installer ici,. Elle possède une position routière stratégique avec la proximité de la grande route militaire qui raccorde Alger à Oran. La route permet d'établir un lien entre Blida, Miliana, et Alger et avec la plaine de la Mitidja.
À partir du 1er janvier 1855, la colonie perd son régime militaire. Elle est établie en tant que commune d'Algérie. Proche de Vesoul-Bénian, le hameau de Bou-Medfa a fusionné avec la commune pour des raisons administratives. La commune possède 225 habitants en 1856, et près de 800 en 1901. En tout, plus de soixante familles de France métropolitaine, principalement de Haute-Saône, ont colonisé le territoire.

### Indépendance
En 1958, elle faisait partie de l'ancien département d'Orléansville. Après l'indépendance, elle prend le nom d'Aïn Benian.